# 無綫財經體育資訊台
無綫財經體育資訊台，前稱高清翡翠台、J5、無綫財經台及無綫財經·資訊台，是香港電視廣播有限公司旗下的一條高清財經、體育及資訊頻道。頻道於2017年8月15日以「無綫財經台」名義啟播，2018年1月20日起，更名為「無綫財經·資訊台」，2022年9月5日起，再更名為「無綫財經 體育 資訊台」。據電視廣播有限公司的業務簡介，該頻道曾以「全港唯一24小時免費財經資訊頻道」作噱頭。頻道在非交易時段亦會播放自製或外購專題節目（主題包括樓市、升學、職場、醫療、藝術、科技、紀錄片）和現場直播的體育賽事。2024年4月22日，无线财经资讯体育台因TVB的频道调整而停播。该频道原本所播出的香港免费电视85频道也从同日起改为转播鳳凰衛視香港台。而该频道的海外版本则改播静态提示卡，指出财经资讯体育台海外版将改播全新频道。（几天后又更换提示卡，提醒观众原频道将改播TVB生活台）
該頻道的主要競爭對手為有線寬頻開電視旗下的HOY國際財經台、HOY資訊台及now TV擁有的財經台。

## 頻道歷史

### 高清翡翠台時期
為配合香港政府發展數碼電視廣播服務，無綫電視於2005年1月3日開始已著手研究高清電視製播技術，並承諾開設一條高清電視頻道，每天播放不少於14小時的高清製作節目。2007年下半年，無綫電視宣佈於年底推出一條全天播出的高清頻道，並將該服務稱為。其後於2007年10月22日正式將頻道定名為「高清翡翠台」。
高清翡翠台於2007年12月10日起公開試播，每日循環播放兩小時的高清宣傳片段。2007年12月29日，高清翡翠台更與翡翠台同步試播電影《愛君如夢》。
2007年12月31日晚上19:00起，高清翡翠台開播。開播首晩，無綫電視使用高清技术制作了大型節目及晚宴。
2008年北京奧運期間，高清翡翠台24小時全天候播放奧運賽事（包括直播及重播奧運賽事）。
2015年7月，無綫電視表示獲通訊事務管理局批准，於2016年4月前將數碼廣播的明珠台從多頻網改調至單頻網廣播，以騰出頻譜維持翡翠台畫質不致劣化，並表示屆時將停止翡翠台與高清翡翠台的聯播安排，在獲延長的多頻網頻道額外1.5 Mbps傳輸容量的臨時指配期於2016年4月1日屆滿後改變頻道，批准條件為無綫必須履行在申請中作出的承諾，在頻道後停止翡翠台與高清翡翠台同步廣播的安排。2015年8月5日，根據無綫電視於2016年播放里約熱內盧奧運的宣傳活動及新聞發佈所述，相關奧運賽事將於翡翠台、明珠台及「85台」免費播放，暗示高清翡翠台會在奧運前更名。同年11月14日，通訊事務管理局批准無綫電視將高清翡翠台更名為J5。
無綫電視在2016年2月8日（年初一）起於網頁及電視正式對外公布新安排。

### J5時期
2016年2月22日起，高清翡翠台置換為J5，以「財富及知識」內容作定位，除了繼續保留原有外購紀錄片、劇集、電影和綜藝節目，還會主力播放自製財經資訊及樓盤節目，同樣以高清播映。大部分節目由新聞部負責，並停止與翡翠台同步廣播的劇集和綜藝節目。2015年7月，TVB表示獲通訊事務管理局批准，於2016年4月前將數碼廣播的明珠台從多頻網改調至單頻網廣播，以騰出頻譜提升翡翠台畫面質素，並表示屆時將停止翡翠台與高清翡翠台的聯播安排，在獲延長的多頻網頻道額外1.5 Mbps傳輸容量的臨時指配期於2016年4月1日屆滿後改變頻道，批准條件為無綫必須履行在申請中作出的承諾，在頻道後停止「翡翠台」和「高清翡翠台」同步廣播的安排。2015年8月5日，根據TVB於2016年2月8日播放里約熱內盧奧運的宣傳活動及新聞發佈所述，相關奧運賽事將於翡翠台、明珠台及「85台」免費播放，暗示高清翡翠台會在奧運前更名。無綫電視在2016年2月8日（年初一）起於網頁及電視正式對外公布新安排。
高清翡翠台於2016年2月22日起，正式改名為「J5」，以「財富及知識並重」為頻道定位，主要播放自製財經資訊節目、外購紀錄片及資訊節目。
與J2一樣，J5的讀音為英文「J five」，民間亦會稱之「J5台」。J5中的J意思是「Jade」，即「翡翠」。在數碼廣播頻道識別訊號中，頻道85的中文名稱為「J5台」。
2017年8月15日起，85台置換為無綫財經台，以重新塑造為全港唯一24小時免費財經頻道。

### 無綫財經台、無綫財經·資訊台、無綫財經 體育 資訊台時期
無綫電視為建立一條24小時免費財經頻道，於2017年8月15日起早上6時將J5正式易名為無綫財經台，全天候播放新聞及資訊部製作的財經新聞、專題節目及新聞部及資訊部外購節目；同日，互動新聞台亦更名為無綫新聞台，以確立兩頻道品牌和定位。
因應無綫電視的觀眾意見智囊團的意見，由2018年1月20日早上6時起開始，無綫財經台更名為無綫財經·資訊台，以反映該頻道除財經節目外，亦會播映資訊節目。
2021年11月8日起，所有由無綫財經·資訊台播放之節目片尾版權告示，取消顯示從啟播起一直沿用的無綫網址（及其後加入的myTV SUPER標誌），僅剩台徽、中英文公司名稱及羅馬數字製作年份，而該日起製作的非財經節目亦然，但部分在此日之前製作的節目仍會保留下方無綫網址或myTV SUPER、big big channel標誌，或無綫新聞網址。
無綫財經·資訊台在2022年9月5日午夜12時起更名為無綫財經 體育 資訊台，並由該日起固定播映六合彩攪珠、香港賽馬及香港賽馬會受注的外國賽馬賽事。9月4日起轉播外國賽馬賽事。
在連年虧蝕的背景下，無綫電視於2023年11月27日香港股票市場收市後，發公告宣佈已向通訊事務管理局遞交申請進行頻道重組，當中無綫財經 體育 資訊台將會在2024年第二季度內和「J2」合併成為全新頻道「TVB Plus」。雖然有關申請成功與否將會在2024年第一季公佈，但無綫電視在公告中也同時強調會在本地免費電視節目服務牌照的准許範圍內，重新分配節目編排。
2024年4月15日，有關重組獲得通訊事務管理局批准，並於同月22日生效，意味無綫財經 體育 資訊台結束6年半的廣播歷史，原有頻道於同日早上6時起轉播鳳凰衛視香港台。轉播前最後一個節目為《換個眼界看世界》，而轉播後首個節目為《旦哥與13醫》。

## 主播列表

### 現任
周可茵（兼任新聞台總主播）、黎在山（兼任新聞台首席主播）、廖淑怡（兼任新聞台高級主播）、陶俊民（兼任《日日有樓睇、》主持）、賴君蕊（兼任《財經透視、》主持）

### 離職
范巧茹、陳洛鈞、林小珍、龔偉怡、陳曉蓉、周雪君、王巧欣、陳聞賢、陳正犖、陳啟樂、李嘉莉、顧芷筠、何慧琴、伍思齊、曾熙雯、潘澧瑤、段潔、楊暢、溫蕎菲、丘紫薇、李穎琳、王瑩、李慧怡、姜靜嫻、劉雅文 (Cecilia)、于樂琳、翁家揚、朱家怡、葉穎賢、鞠頴怡、伍楚瑩、麥詩敏、袁沅玉、史寒冰、何駿彥、冼潤棠、梁泳儀、駱文捷、林澄、蔡曉澄、李明娜、張文采、羅鈺文、黃麗幗、陳嘉倩、梁凱寧、金盈、李文欣、賴凱靖、伍樂然、陳雅怡、張凱程、何詠恩、連綽瑤、葉天詠、嚴俏婷、方可兒、吳霆遠、李嘉惠、鄭瑩、余琦琪、胡朗軒、葉卓偉、伍嘉儀、唐海汶、楊家穎、楊子瑩、池翠瑩、孫雪祺、徐俊逸、劉雅文 (Nika)、張庭瑜、鄭淑芬、梁潔瀅、李曉欣、黃靖婷、林愷欣

## 節目
大部分廣播提示畫面（如下一節目預告、節目調動等）均不會配以人聲廣播，與翡翠台、明珠台一樣。但家長指引、成年觀眾、間接宣傳節目提示以及海外版的提示畫面則會有人聲廣播（J2的間接宣傳節目提示沒有人聲廣播）。
另外也與其他無綫財經節目（自2015年1月1日起）看齊。
2022年9月5日起，若此台自製節目的當日是交易日與賽馬日同一日，則順延播出。在夜間賽馬日，《日日有樓睇》及《十點無綫財經》首播平台會改為原時間在無綫新聞應用程式及網站播出。

## 其他服務功能
TVBar為一互動及資訊服務，與無綫新聞台的「NewsBar」幾近一樣，但提供的資料卻與NewsBar有所不同，觀眾可利用遙控器自行選擇收看多項屋苑、天氣資訊和新聞，提供7日香港天氣預報、十大屋苑呎價一覽表和最新新聞。而TVBar的資訊乃經由數碼電視訊號傳送，故此毋需接駁網際網路就可使用。備具MHEG-5功能或「TVB互動功能」標誌的機頂盒或綜合電視機，方可使用此項服務，觀眾只要在遙控器上按紅色按鈕，就可啟動TVBar（部份機頂盒及全高清電視需先開啟MHEG5畫面和關閉字幕）。不過於2019年6月3日起，該台轉用股票報價，觀眾只要在遙控器上按新聞及黃色按鈕，就可查詢股票的詳情。

## 台徽
台徽一般在畫面右上角顯示。而「財經」及「體育 資訊台」會分兩行顯示。而前身「無綫」及「財經台」和「無綫」及「財經·資訊台」亦會分兩行顯示。當重大災難性事件發生或重要人物逝世後，台徽會暫時灰階化作哀悼，包括2022年11月30日晚上至12月7日凌晨（哀悼江澤民逝世）。
播放部份外購節目、體育賽事及賽馬節目期間，由於內容提供者可能會在右上角會分別顯示節目名稱（以台灣節目居多）或計分牌，為避免與台徽重疊而影響觀眾觀看，這情況下台徽會暫時改為在左上角顯示。
2017年8月15日早上6時00分起，J5更名為無綫財經台。
2018年1月20日早上6時00分起，無綫財經台更名為無綫財經·資訊台，但僅作頻道名稱改變，包裝和音樂不變。
2022年9月5日午夜0時00分起，無綫財經·資訊台更名為無綫財經 體育 資訊台，只是更換包裝，背景音樂不變。

## 資訊列
曾顯示的天氣及時間資訊列或新聞跑馬燈如下
《智富360°》、《開市速報》、《交易現場》、《匯市焦點》、《早市戰報》、《午市進擊》、《樓市速遞》、《收市大檢閱》、《無綫財經新聞》、《十點無綫財經》、《無綫財經快訊》的天氣及時間節目資訊列顯示時間、氣溫、相對濕度、天色、生效警告及兩項主要指數。新聞跑馬燈於.畫面下方顯示，顯示主要指數、股票最新報價，而在右下方顯示貨幣匯率或焦點股票最新報價。.

## 廣播格式
影像以H.264/MPEG-4 AVC格式編碼，16:9比例輸出畫面。音效以杜比數碼（AC-3）編碼，每條位流一般為兩聲道，亦會因應節目而提供環迴立體聲效果。無綫財經 體育 資訊台與J2、無綫新聞台及明珠台共同採用統計復用技術於一條頻寬大約21.5Mbps（兆位/秒）的單頻網廣播。

## 收視率
| 年份 | 平均收視 |
| ---- | -------- |
| 2017 | 0.7點    |
| 2018 | 0.6點    |
| 2019 | 0.6點    |
| 2020 | 1.1點    |

## 外部連結
- 無綫財經 體育 資訊台節目表 （页面存档备份，存于）
- TVB數碼地面電視廣播網頁 （页面存档备份，存于）